# أندرو ارين
أندرو ارين (بالإنجليزية: Andrew Warren)‏ هو جاسوس ومؤلف أمريكي، ولد في 1967 في تشيسابيك في الولايات المتحدة.